# Axayácatl
Axayácatl (pronunciado [aːʃaːˈjákatɬ] (escucharⓘ) (del náhuatl: āxāyācatl ‘el rostro de agua’‘ā-, agua; xāyāca-, rostro; -tl, sufijo’) (1450-1481) fue el huey tlatoani mexica, sucesor de Moctezuma I y padre de Moctezuma II. Su nombre se relaciona con el concepto "máscara de agua" o "cara de agua", el insecto lacustre de la familia de las Corixidae de cuyos huevos se prepara el alimento ahuahuatli, antiguamente común en el valle de México.

## Biografía

### Primeros años
Axayácatl fue hijo de la princesa Atotoztli II y su primo, el príncipe Tezozómoc hijo de Itzcóatl. Era sobrino de Moctezuma Ilhuicamina y nieto de Itzcóatl.
Fue sucesor del mismo Moctezuma Ilhuicamina y sus hermanos fueron los tlatoqueh Tízoc y Ahuízotl. Fue tío del huey tlatoani Cuauhtémoc y padre de Moctezuma Xocoyotzin y Cuitláhuac.

### Llegada al poder
Durante su juventud su proeza militar le ganó el favor de figuras importantes en la política del naciente imperio como Nezahualcóyotl y Tlacaélel, gracias a ello a la muerte de Moctezuma le sucedió a pesar de ser el menor de sus hermanos lo cual le llevó a tener conflictos ocasionalmente con ellos.

### La guerra civil contra Tlatelolco
Bajo su mandato, en 1473 Moquíhuix tlatoani de Tlatelolco fue acusado de dar malos tratos a una de sus esposas, proveniente de la nobleza mexica y además de haber usurpado el poder, por lo que los tenochcas les declararon la guerra. Se desató una batalla sangrienta donde los tlatelolcas se atrincheraron en su Templo Mayor, de donde Moquihuix, derrotado y muerto a manos de Axayácatl, fue lanzado gradas abajo. El motivo real detrás del conflicto con su vecino y más cercano aliado fue el comercio que estaba controlado por los tlaltelolcas. El hecho causó la pérdida de la autonomía de Tlatelolco y se impusieron altos tributos así como un gobernante mexica.

### Dominio de nuevos territorios
En 1475 ocurre un levantamiento armado entre los matlatzincas de Toluca. Su líder, Chimaltecutli, se rebeló contra en dominio mexica cansado de los pesados tributos que debía cumplir su pueblo. La expedición enviada para sofocar la rebelión en realidad tenía la orden de conquistar todo pueblo de la región y llevar cautivos para los sacrificios rituales, cuya cuota había sido aumentada constantemente por los sacerdotes de Tenochtitlan. 
El idioma matlatzinca era la lengua dominante en el Estado de México, oriente de Michoacán, norte de Guerrero y algunos puntos de Morelos. La conquista de Axacáyatl tuvo importantes repercusiones en el centro de México, ya que la lengua de los matlatzincas empezó a retroceder a expensas del náhuatl.
Los matlatzincas fueron completamente derrotados y la mayoría decidió abandonar aquellas tierras en busca de lugares donde asentarse con mayor libertad. Alonso de Zorita narra en sus crónicas que fueron principalmente los habitantes de Zinacantepec quienes solicitaron la protección del vecino Imperio Púrhépecha.

### La Guerra P'urhépecha
Axayácatl también logró otras nuevas conquistas, aunque fracasó ante los purépechas (tarascos), más organizados y mejor armados. Hacia 1470 habían avanzado con sus ejércitos hacia el centro del actual México por lo que Axacáyatl decidió emprender una ofensiva en su contra. En las crónicas de Hernando de Alvarado Tezozómoc, se sugiere que otra razón para el inicio de esta expedición fue la necesidad de ofrendas para la consagración de la Piedra del Sol.
La campaña militar contra el llamado Reino de Tzintzuntzan (Iréchekua Tsꞌintsúntsani) comenzó bien, conquistando varias ciudades del valle de Toluca en 1477, donde sometieron a varios de sus pueblos tributarios. Entre 1478 y 1479 el ejército de Axacáyatl logra penetrar profundamente en el territorio enemigo hasta la ciudad de Taximaroa, donde enfrentó una resistencia organizada por el gobernador local. La batalla se extendió durante un par de días, tiempo suficiente para que el Irecha Tzitzi Pandacuare llamara a todos sus vasallos a la guerra. Logró formar un ejército que superaba a las tropas invasoras. El contingente destacado para la defensa arribó con cifras que varían desde los 40 mil hasta los 80 mil hombres armados. La batalla campal terminó con la derrota de la Triple Alianza y en ella cayeron muchos nobles mexicas; así como guerreros águila. El mismo Axacáyatl fue seriamente herido en una pierna mientras sostenía un combate contra Tlilcuetzpalin, señor de Jiquipilco. Tras lo cual falleció en Tenochtitlan después de meses de infructuosa recuperación.
La derrota mexica fue contundente y solamente consiguieron regresar a Tenochtitlan unos pocos miles de sobrevivientes. Alrededor de 20,000 fueron muertos o hechos prisioneros, los cuales fueron llevados a la capital de los purépechas, Tzintzuntzan, para ser sacrificados en ofrendas rituales. Algunos más escaparon de manera vergonzosa y siendo perseguidos por los P'urhépechas hasta Toluca. 
Los mexicas nunca más volvieron a emprender otra gran campaña de conquista hacia el occidente. Axayácatl no pudo recuperarse tras su humillante derrota, habiendo logrado conquistar únicamente las siete capitales de la provincia de Tochpan (hoy Tuxpan, Veracruz) entre 1479 y 1480.

### Sucesión
Fue sucedido en el trono por su hermano mayor, Tízoc Chalchiuhtlatona. Quien se mantuvo al margen de cualquier conflicto con los purépechas. Siendo incapaz de contener los ataques sobre la ciudad de Tollohcan y Oztuma donde nuevamente la Alianza fue derrotada, está vez en su propio territorio. Permaneciendo impotente ante la aparición de múltiples estados colchón financiados desde el Iréchekua Tsꞌintsúntsani en la frontera de los dominios matlazincas recientemente conquistados Aunque su apoyo durante la Guerra del salitre al Reino de Xalisco y al Señorío de Sayula fue esencial para la derrota final de los p'urhépechas y la pérdida de un cuarto de sus territorios en el norte. 
A pesar del desastre militar de la campaña y su consecuente muerte. La Guerra P'urhépecha sentó un precedente poco común para los mexicas y para Axayácatl, que hasta entonces eran considerados invencibles. Provocando sublevaciones en diferentes territorios pero también llevó a la nobleza a interesarse en nuevas forma de estrategia militar y en investigar las armas de metal, tecnológicamente más avanzadas, de los P'urhépechas.

### Axayácatl en las artes
Como todo noble del momento Axayácatl tuvo la mejor educación y estaba interesado tanto en la ciencia del tiempo como en la poesía. Mandó a tallar la Piedra del Sol y compuso al menos dos poemas uno con el título de Ycuic Axayacatzin, México Tlatoani (Canto de Axáyacatl, Señor de México), una defensa en contra de sus críticos y sus hermanos y Huehue cuicatl (Canto de los ancianos), un lamento sobre su derrota a manos de los purépechas.